# Vol'jin
Vol'jin er en fiktiv figur fra Warcraft-universet og søn af Sen'jin. Han var  Warchief af Horden efter Garrosh Hellscream og blev efterfulgt af Sylvanas Windrunner. Vol'jin var høvding for Darkspear-stammen, den retmæssige hersker af Echo Isles, og en trofast allieret af den tidligere Warchief Thrall.